# Zielonka (powiat sandomierski)
Zielonka – kolonia w Polsce położona w województwie świętokrzyskim, w powiecie sandomierskim, w gminie Klimontów.
Nazwę Zielonka nosi też obiekt fizjologiczny – część lasu, po wschodnim brzegu zbiornika wodnego Szymanowice w gminie Klimontów.